# Sitelinks
Sitelinks (Liên kết trang web) là các siêu liên kết đến các trang con của trang web xuất hiện trong các danh sách kết quả của Google để giúp người dùng điều hướng trang web. Chủ sở hữu trang web không thể thêm bất kỳ liên kết trang web nào; Google thêm chúng thông qua các thuật toán tự động bí mật của riêng mình. Nếu bạn chạy quảng cáo chiến dịch Google Adwords, bạn có thể tạo liên kết trang web cấp chiến dịch và cấp nhóm quảng cáo.
Tuy nhiên, chủ sở hữu trang web có thể chặn các liên kết trang web riêng lẻ,  nếu anh ta cho rằng chúng không hữu ích. Trong Google, có tối thiểu một và tối đa mười liên kết trang web trên mỗi trang web. Theo John I Jerkovic, "Mọi trang web nên cố gắng có được liên kết trang web, vì chúng bao hàm quyền hạn cũng như sự hiện diện trên web. Liên kết trang web cũng chiếm thêm bất động sản trên màn hình kết quả tìm kiếm, không gian đẩy đối thủ cạnh tranh của bạn xuống sâu hơn trên trang kết quả - điều cần mong muốn." Liên kết trang web cũng được cho là xuất hiện "trên một số kết quả tìm kiếm mà Google cho rằng một kết quả có liên quan hơn nhiều so với các kết quả khác (như các tìm kiếm liên quan đến điều hướng hoặc thương hiệu)".
Các chuyên gia tối ưu hóa công cụ tìm kiếm coi liên kết trang web là một thước đo quan trọng để đánh giá mức độ "đáng tin cậy" của một trang web và do đó đã cố gắng suy luận nguyên nhân khiến chúng xuất hiện. Những nỗ lực này đã bao gồm việc xem xét các bằng sáng chế của Google. Theo các bằng sáng chế này, liên kết trang web bắt nguồn từ hành vi của người dùng, cụ thể là số lần một trang đã được truy cập, lượng thời gian trên trang và từ chính nội dung của trang — liệu trang đó có chứa các giao dịch thương mại hay không, vv Trong một phương án thay thế, người ta đề xuất rằng các nhà cung cấp trang web có thể cung cấp cho hệ thống công cụ tìm kiếm một danh sách các trang web được ưa chuộng trong trang web của chính họ.
Các liên kết trang web có ít hơn 15 ký tự dường như hoạt động tốt nhất, theo Giám đốc sản phẩm cấp cao của Google, Jerry Dischler. Ngoài ra còn có một tính năng Liên kết trang web trả phí không liên quan được liên kết với các liên kết được Google tài trợ, cho phép chủ sở hữu trang web gửi tối đa 10 liên kết và cho phép Google chọn 4 liên kết phù hợp nhất với tìm kiếm.